# Вся краса та кровопролиття
«Вся краса та кровопролиття» (англ. All the Beauty and the Bloodshed) — документальний фільм 2022 року американської режисерки Лори Пойтрес.
Удостоєний Золотого лева на 79-му Венеційському кінофестивалі (вересень 2022).

## Сюжет
Центральний персонаж фільму — Нен Голдін, фотограф і активістка, яка намагається притягнути компанію Purdue Pharma до відповідальності за виробництво знеболювального препарату оксикодону, що викликає наркотичну залежність.

## Прем'єра та сприйняття
У серпні 2022 року компанія Neon купила права на поширення фільму в США, тоді як права у Великій Британії та Ірландії були передані Altitude Film Distribution. У вересні 2022 року HBO Documentary Films придбала права на показ фільму на телебаченні та своєму стрімінговому сервісі.
Прем'єра картини відбулася у вересні 2022 року на 79-му Венеційському кінофестивалі. Фільм був удостоєний Золотого лева та став першою документальною стрічкою з 2013 року, відзначеною цією нагородою.